# Gabriel Fragnière
Gabriel Fragnière (Lausanne, 4 maart 1934 - Sint-Lambrechts-Woluwe, 9 september 2015) was een Zwitsers wetenschapper en hoogleraar.

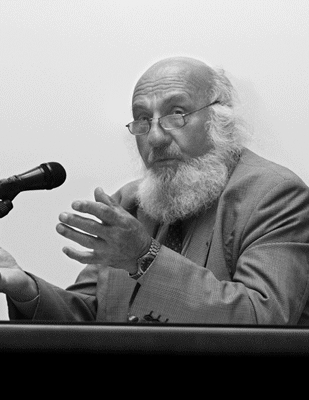
Gabriel Fragnière

## Levensloop
Fragnière werd Licentiaat Wijsbegeerte en Letteren aan de Universiteit van Lausanne. Hij volgde het postuniversitair jaar aan het Europacollege in Brugge (1959-1960) en werd daarop assistent van de rector en directeur van de studies in dit College (1961-1966). Hij vervolgde met twee jaar studie in de Verenigde Staten over de geschiedenis van de religies (1966-1968). In 1993 behaalde hij het doctoraat in de filosofie aan de Universiteit van Maastricht.
De carrière van Fragnière heeft zich afgespeeld op het Europese niveau, in de domeinen van onderwijs, beroepsopleiding, universitaire samenwerking en sociale politiek. Hij was
- uitgever van European Journal of Education (voordien Paedagogica Europea), 1973-1980,
- oprichter en eerste algemeen secretaris van de Société Européenne pour la Formation des Ingénieurs, 1973-1980, en van de Association for Teacher Education in Europe, 1976-1980,
- directeur van het Centre Européen Travail et Société , Maastricht, 1980-1991,
- directeur van het programma EUROTECNET van de Europese Gemeenschap,
- stichter van de Presses Interuniversitaires Européennes (P.I.E), 1985 (overgenomen door Peter Lang in 1999),
- deeltijds directeur van het programma van Europese studies Central European University, Praag, 1991-1993,
- rector van het Europacollege in Brugge, 1993-1995,
- hoogleraar sociologie van de godsdienst, in het Centrum voor sociale studies van de Central European University, Warschau, 2001-2003,
- eerste voorzitter van de vereniging Forum Europe des Cultures, gewijd aan de verdediging en promotie van de Europese culturele diversiteit, 2002-2005 (interim-voorzitter in 2009),
- voorzitter van Mémoire d’Europe, vereniging gewijd aan het bijstaan van de Europese burgers om beter hun identiteit en hun gemeenschappelijke geschiedenis te leren kennen,
- directeur van drie collecties bij PIE – Peter Lang in Brussel: 
  - Philosophie et Politique,
  - Dieux, Hommes et Religions,
  - Europe des cultures.

## Publicaties
- Le royaume de l’homme, Essai sur la religion et la démocratie, Genève, 1973.
- Ramon Llull… ou les premiers jalons d’une Europe tolérante, Portraits d’Européens, PIE, 1974.
- A University of the Future, Springer Verlag, 1974.
- L’éducation créatrice, Brussel - Parijs, 1975, (vertaald in Duits, Engels, Spaans, Portugees).
- L’homme et la vie, Biologie contemporaine et éthique, Parijs, 1978).
- (samen met Kaj Doorten) Employment and youth policy, European Centre for Work & Society, 1983.
- Égalité des chances et formation professionnelle : Résultat de l'analyse comparative de sept rapports nationaux portant sur les programmes de formation professionnelle des femmes en entreprise, juillet 1982, Office des publications officielles des Communautés européennes, 1984.
- The Future of Work: Challenge and Opportunity, Van Gorcum Ltd, 1984.
- Formation et condition humaine au XXIe siècle, PIE, 1991 (vertaald in Catalaans).
- (samen met George Spyropoulos) Work and Social Policies in the New Europe, PIE, 1991.
- L’obligation morale et l’éthique de la prospérité, doctoraatsthesis. Collection « Philosophie et Politique » N° 2, PIE, 1993 ).
- Stefan Zweig… ou espérer l’Europe et en mourir, Portraits d’Européens, PIE, 1993.
- Towards a competent Europe, European Interuniversity Press, 1993.
- L'Europe des compétences, European Interuniversity Press, 1993.
- L'Obligation Morale et l' Éthique De La prospérité - Le Retour Du Sujet Responsable, Presses Universitaires Européennes, 1993.
- Walter Hallstein… ou une pédagogie politique pour la fédération européenne, Portraits d’européens, PIE, 1995.
- La certitude et l’action. L’intuition est-elle une connaissance transmissible?, PIE, 1998.
- (samen met Peter Chidi Okuma) Towards an African Theology: The Igbo Context in Nigeria, P.I.E.-Peter Lang, 2002.
- Le Chemin et le Regard, La Renaissance du Livre, 2004.
- (samen met Karel Dobbelaere) Secularization: An Analysis at Three Levels, European Interuniversity Press, 2005.
- La religion et le pouvoir. La chrétienté, l’Occident et la démocratie (PIE - Peter Lang, Collection : « Dieux, Hommes et religions », N° 6, 2005 & 2006) (vertaald in het Italiaans,  La religione e il potere, La cristianità, l’Occidente e la democrazia, Edizioni Dehoniane Bologna » 2008).
- Hendrik Brugmans. Building Europe by educating Europeans, Madariaga Foundation, Brussels, 2006.
- (samen met Mark Dubrulle) Identités Culturelles Et Citoyenneté Européenne: Diversité Et Unité Dans La Construction Democratique De L’Europe, Peter Lang, 2008.
- (samen met Ignace Berten e.a.) Regards éthiques sur l'Union Européenne, P.I.E.-Peter Lang, 2011.
- Autre regard sur l'homme et le divin: Essai sur les religions et la philosophie, EME éditions, 2015.

Wellicht nog te verschijnen:
- Miroir littéraire d’un Européen, Journal personnel, Tome I: La houle du temps.
- Du multiculturalisme à la convivance. Vers une nouvelle culture politique européenne (Coll. Europe des Cultures).